# Joachim Dalsass
Joachim Dalsass (Laives, 3 dicembre 1926 – Laives, 8 ottobre 2005) è stato un politico italiano, altoatesino di lingua tedesca, esponente della Südtiroler Volkspartei e già europarlamentare.

## Biografia
Dalsass nacque a Laives, ma crebbe a Monte S. Pietro, frazione di Nova Ponente, dove visse a lungo prima di tornare nel paese natale.
La sua carriera politica (tutta nelle file della SVP) ha avuto inizio negli anni '50. Nel giugno 1956 diventò vicesindaco di Laives, e nel dicembre dello stesso anno venne eletto in consiglio provinciale, entrando anche nella giunta (era assessore alle politiche sociali, e nel suo mandato si dovette occupare del problema dei rioptanti).
Venne rieletto nel 1960 e fece di nuovo parte della giunta provinciale (assessore ai lavori pubblici, ruolo che ricoprirà fino al 1973).
Al congresso del 1969 è uno degli oppositori alla chiusura del pacchetto (perfezionata poi nel 1972). Per evitare spaccature all'interno del partito fu nominato vice segretario (Obmannstellvertreter).
Dal 1973 al 1978 è ancora in giunta provinciale, come assessore all'agricoltura. Viene nuovamente eletto nel 1978, quando diviene presidente del consiglio, seppure per pochi mesi.
È stato infatti poi eletto al parlamento europeo alle elezioni del 1979, e poi riconfermato nel 1984 e nel 1989 per le liste della SVP collegata alla Democrazia Cristiana. È stato membro della Commissione per l'agricoltura, della Delegazione per le relazioni con l'Austria (prima che questa entrasse nell'Unione Europea), della Delegazione per le relazioni con i paesi dell'America del Sud, della Delegazione per le relazioni con i paesi membri dell'ASEAN, l'Organizzazione interparlamentare dell'ASEAN (AIPO) e la Repubblica di Corea.
Ha aderito al gruppo parlamentare del Partito Popolare Europeo.